# Open Ciudad de Valencia
L'Open Ciudad de Valencia è un torneo di professionistico di tennis femminile che si svolge sui campi in terra rossa del Club de Tenis Valencia. Fa parte dell'ITF Women's Circuit dal 2016. Si gioca annualmente a Valencia in Spagna.

## Albo d'oro

### Singolare
| Anno | Categoria                             | Campionessa                           | Finalista                             | Punteggio                             |
| ---- | ------------------------------------- | ------------------------------------- | ------------------------------------- | ------------------------------------- |
| 2016 | ITF $25,000                           | Jasmine Paolini                       | Quirine Lemoine                       | 6–1, 2–6, 6–4                         |
| 2017 | ITF $25,000                           | Irina Bara                            | Olga Danilović                        | 5–7, 6–4, 6–0                         |
| 2018 | ITF $60,000                           | Paula Badosa                          | Aliona Bolsova                        | 6–1, 4–6, 6–2                         |
| 2019 | ITF $60,000                           | Varvara Gračëva                       | Tamara Korpatsch                      | 3–6, 6–2, 6–0                         |
| 2020 | Annullato per pandemia di Coronavirus | Annullato per pandemia di Coronavirus | Annullato per pandemia di Coronavirus | Annullato per pandemia di Coronavirus |
| 2021 | ITF $80,000                           | Arantxa Rus                           | Mihaela Buzărnescu                    | 6–4, 7–6(3)                           |
| 2022 | ITF $80,000                           | Marina Bassols Ribera                 | Ylena In-Albon                        | 6–4, 6–0                              |
| 2023 | ITF $100,000                          | Viktorija Tomova                      | Jaqueline Cristian                    | 7–5, 6–3                              |

### Doppio
| Anno | Categoria                             | Campionesse                             | Finaliste                                 | Punteggio                             |
| ---- | ------------------------------------- | --------------------------------------- | ----------------------------------------- | ------------------------------------- |
| 2016 | ITF $25,000                           | Lina Ǵorčeska Galina Voskoboeva         | Alicia Herrero Liñana Ksenija Šarifova    | 6–0, 6-0                              |
| 2017 | ITF $25,000                           | Cristina Bucșa (1) Jana Sizikova        | Andrea Gámiz (1) Georgina García Pérez    | 7–6(1), 7–6(5)                        |
| 2018 | ITF $60,000                           | Irina Chromačëva Nina Stojanović        | Valentini Grammatikopoulou Renata Zarazúa | 6–1, 6-4                              |
| 2019 | ITF $60,000                           | Irina Bara Rebeka Masarova              | Andrea Gámiz (2) Seone Mendez             | 6–4, 7–6(2)                           |
| 2020 | Annullato per pandemia di Coronavirus | Annullato per pandemia di Coronavirus   | Annullato per pandemia di Coronavirus     | Annullato per pandemia di Coronavirus |
| 2021 | ITF $80,000                           | Aliona Bolsova Andrea Gámiz             | Ekaterine Gorgodze Laura Pigossi          | 6–3, 6-4                              |
| 2022 | ITF $80,000                           | Cristina Bucșa (2) Ylena In-Albon       | Irina Chromačëva Iryna Šymanovič          | 6–3, 6–2                              |
| 2023 | ITF $100,000                          | Valentini Grammatikopoulou Andreea Mitu | Aliona Bolsova Natela Dzalamidze          | 7–5, 6–4                              |